# ディラン・フルーネヴェーヘン
ディラン・フルーネヴェーヘン (Dylan Groenewegen 1993年6月21日 -) はアムステルダム出身のオランダの自転車競技選手である。チーム・ジェイコ・アルウラー所属。

## 主な戦績
2012
ブエルタ・シクリスタ・ア・レオン
 ポイント賞
区間1勝(Stage 5)
シュパルカセン・ミュンスターラント・ギーロ　3位
2013
Kernen Omloop Echt-Susteren　優勝
Ronde van Noord-Holland　優勝
ロンド・ファン・フラーンデレンU23　2位
2014
ロンド・ファン・フラーンデレンU23　優勝
ツール・ド・ノルマンディ　区間1勝（Stage 2）
トロフェオ・パルマ　3位
2015
アルンヘム＝フェーネンダール・クラシック　優勝
ブリュッセル・サイクリング・クラシック　優勝
2016
 ロードレース・オランダ選手権　優勝
ツール・ド・ヨークシャー
 ポイント賞
区間1勝（Stage 1）
ステル・エレクトロトゥール
 ポイント賞
区間1勝（Stage 3）
ルント・ウム・ケルン　優勝
ユーロメトロポール・ツール　優勝
アルンヘム＝フェーネンダール・クラシック　優勝
エネコ・ツアー　区間1勝（Stage 1）
ツアー・オブ・ブリテン　区間1勝（Stage 4）
ドリダーフス・ファン・ウェスト＝フラーンデレン　区間1勝（Stage 1）
ヴォルタ・ア・ラ・コムニタート・ヴァレンシアーナ　区間1勝（Stage 3）
ノケル・クルス　3位
クールネ〜ブリュッセル〜クールネ　4位
ユーロアイズ・サイクラシックス　6位
2017
ドバイ・ツアー 総合2位
 新人賞
ツアー・オブ・ノルウェー　区間優勝（第2ステージ）
ステル・エレクトロトゥール　区間優勝（第2ステージ）
ツール・ド・フランス 区間優勝（第21ステージ）
ユーロアイズ・サイクラシックス　3位
2018
ドバイ・ツアー 区間優勝（第1ステージ）
ヴォルタ・アン・アルガルヴェ 区間優勝（第1,4ステージ）
クールネ〜ブリュッセル〜クールネ 優勝
パリ～ニース 区間優勝（第2ステージ）
ツアー・オブ・ノルウェー　区間優勝（第1,3,4ステージ）
ツアー・オブ・スロベニア　区間優勝（第2ステージ）
ツール・ド・フランス 区間優勝（第7,8ステージ）
アルンヘム＝フェーネンダール・クラシック　優勝
カンピウンスハップ・ファン・フラーンデレン　優勝
ツアー・オブ・広西 区間優勝（第1ステージ）
2019
ボルタ・ア・ラ・コムニタ・バレンシアナ　区間優勝（第5ステージ）
ヴォルタ・アン・アルガルヴェ 区間優勝（第4ステージ）
パリ～ニース 区間優勝（第1,2ステージ）
ドリダーフス・ブルッヘ～デパンヌ 優勝
ダンケルク4日間レース 区間優勝（第1, 2, 3ステージ)
ZLMツアー ポイント賞（第1, 2ステージ優勝)
ツール・ド・フランス 区間優勝（第7ステージ）
ツアー・オブ・ブリテン 区間優勝（第1,3,5ステージ）
タックス・プロ・クラシック 優勝
2020
ボルタ・ア・ラ・コムニタ・バレンシアナ　 ポイント賞（第1,3ステージ優勝）
UAEツアー 区間優勝（第4ステージ）
2021
ツール・ド・ワロニー　 ポイント賞（第1,4ステージ優勝）
ツアー・オブ・デンマーク 区間優勝（第1ステージ）
2022
サウジ・ツアー  ポイント賞（第3,5ステージ優勝）
ツール・ド・ハンガリー 区間優勝（第4ステージ）
フェーネンダール〜フェーネンダール・クラシック 優勝
ツアー・オブ・スロベニア 区間優勝（第2ステージ）
ツール・ド・フランス 区間優勝（第3ステージ）
アークティック・レース・オブ・ノルウェー 区間優勝（第2ステージ）
2023
サウジ・ツアー  ポイント賞（第1ステージ優勝）
UAEツアー 区間優勝（第5ステージ）
ツール・ド・ハンガリー 区間優勝（第1ステージ）
フェーネンダール〜フェーネンダール・クラシック 優勝
ツアー・オブ・スロベニア 区間優勝（第1、2ステージ）
2024
クラシカ・コムニタ・バレンシアナ1969 優勝
ロンド・ファン・リンブルフ 優勝
ツアー・オブ・スロベニア 区間優勝（第1ステージ）
 ロードレース・オランダ選手権　優勝
ツール・ド・フランス 区間優勝（第6ステージ）
2025
ツアー・オブ・スロベニア 区間優勝（第1、3ステージ）

### グランツールの成績
| グランツール               | 2016 | 2017 | 2018 | 2019 | 2020 | 2021 | 2022 |
| -------------------------- | ---- | ---- | ---- | ---- | ---- | ---- | ---- |
| ジロ・デ・イタリア         | —    | —    | —    | —    | —    | DNF  | —    |
| ツール・ド・フランス       | 160  | 156  | DNF  | 145  | —    | —    | 117  |
| ブエルタ・ア・エスパーニャ | —    | —    | —    | —    | —    | —    | —    |

### エピソード
2020年8月5日、ツール・ド・ポローニュの第1ステージ最後のスプリントの際、右側から迫り上がってきたファビオ・ヤコブセンをブロックするかのようにフルーネヴェーヘンが斜行し、ヤコブセンは押し出されるようにバリアに激突して昏睡状態となった。フルーネヴェーヘンはトップでフィニッシュラインを切ったが、その後失格。国際自転車競技連合は、フルーネヴェーヘンの行為を危険行為として厳しく非難した。また本人もゴール直後に落車し骨折。翌日Twitterで反省のコメントを残した。
2020年11月11日、国際自転車競技連合はフルーネヴェーヘンに対し、9か月の出場停止処分を科すことを発表した。